# Allen (Prison Break)
 (mai 2023).
Si vous disposez d'ouvrages ou d'articles de référence ou si vous connaissez des sites web de qualité traitant du thème abordé ici, merci de compléter l'article en donnant les références utiles à sa vérifiabilité et en les liant à la section « Notes et références ».
Pour les articles homonymes, voir Allen.
Allen est le deuxième épisode du feuilleton télévisé Prison Break.

## Informations complémentaires

### Chronologie
- Les évènements de cet épisodes se déroulent le 13 avril (cette information est confirmée par Westmoreland qui trouve que Michael ne perd pas de temps car cela ne fait que 3 jours qu'il est incarcéré) et se poursuivent le 14.

### Culture
- Les deux chansons entendues dans cet épisode sont de Black Toast Music - Willing to Die et This Is War.
- Gunner McGrath chanteur d'un groupe punk rock de Chicago, Much the Same, fait une figuration dans cet épisode.
- Le compagnon de cellule de T-Bag (qui se fait tuer par un membre du gang de C-Note pendant l'émeute raciale) est surnommé « Maytag ». Aux États-Unis, « Maytag » est un mot d'argot utilisé en prison pour désigner un détenu qui est contraint de subir des relations sexuelles en échange d'une protection.

### Divers
- T-Bag apparaît pour la première fois dans le feuilleton.
- Le titre de l'épisode fait référence à la vis dont Michael a besoin pour dévisser les toilettes : Allen Schweitzer 11121147.

## Accueil critique
L'épisode a été suivi par 10,5 millions de téléspectateurs aux États-Unis.